# イタリア社会運動
イタリア社会運動、イタリア社会運動・国民右翼（イタリア語: Movimento Sociale Italiano, Movimento Sociale Italiano Destra Nazionale、略称：MSI、MSI-DN）は、かつて存在したイタリアの政治結社。ファシスト・イタリア、特にイタリア社会共和国（RSI）と深い関連を持つ事、民族主義・国家主義を標榜する事から一般に極右政党と見られている。
第二次世界大戦終結直後の1946年に結党され、第5代党首ジャンフランコ・フィーニによる党内改革でイタリア社会運動・国民同盟（MSI-AN）への党名変更を経て、国民同盟の結成に伴い1995年に解散された。

## 歴史

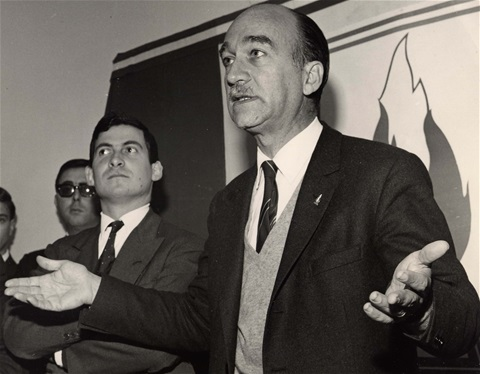
ジョルジョ・アルミランテ

### ファシスト党の系譜（1946–1954）
イタリア社会運動は、イタリア社会共和国（Repubblica Sociale Italiana、RSI）の関係者や支持者が結成した組織である事は広く知られている。事実、党幹部はRSI政府で大臣補佐官を務めたジョルジョ・アルミランテ、ムッソリーニ政権で情報次官に就いていたアウグスト・デ・マルサニック、元ファシスト党員だったアルトゥーロ・ミケリーニといった具合に、一様にファシスト政権時代との関わりを持っていた。またロドルフォ・グラツィアーニやユニオ・ヴァレリオ・ボルゲーゼなどRSI軍側に付いた将官を顧問に据える事もあった。党員も支援団体も大多数がファシズム政権時代に好意的な勢力で占められ、MSIはMussolini sei immortale（ムッソリーニ統帥、貴方は不滅だ）のバクロニムだと噂された。
ファシスト政権と対立していた勢力による戦後イタリア政界は当然ながら彼らに脅威を覚え、議会は非合法の政治集団として政治参加に厳しい制約を課した。従って初期の彼らの国内活動は旧ファシスト党を模した制服で示威行動などを行う小政党に甘んじざるを得なかったが、それでも1948年の総選挙で辛うじて数議席を獲得している。国際面では汎ヨーロッパ主義の観点から政治連合「欧州の右翼」に参加した。

### 党内対立と勢力確立（1954–1969）
一口に右翼と定義されやすいファシズムだが、実際には成立過程に社会主義・修正マルクス主義の影響が多分に存在している。一方で民族主義・帝国主義の部分から君主主義・資本主義との親和性も存在し（イタリア・ファシズムの場合は政権獲得の過程でイタリア王家と接近している）、王党派の党員も抱えるなどその事情は複雑である。この流れは党内対立として引き継がれ、党内左派は社会主義的な政策を持ち、またファシズムは共和制で実現されるべきというスタンスを持った。党内右派は他の右派勢力との連合や反共主義を唱え、一部は王政復古すら主張していた。
創始者にして初代書記長のジョルジョ・アルミランテは王家を廃したRSI時代がファシズムの完成と考える党内左派に属しており、貧困層の救済がファシストにとっての最重要課題であるとも考えていた。アルミランテ体制でMSIは他のネオ・ファシスト勢力と一線を引いた合法路線を進め、確実に得票を伸ばして1953年には全国で150万票を集めて数十議席を獲得した。だが党内対立は激化の一途を辿りアルミランテは退任、新たにアウグスト・デ・マルサニックが書記長になったが短期間で辞職した。

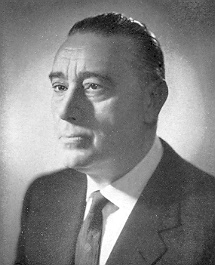
アルトゥーロ・ミケリーニ

アルミランテ、デ・マルサニックが立て続けに辞任した後、1954年に新たな指導者アルトゥーロ・ミケリーニが選出された。ミケリーニは前述の二人と異なって旧政権時代に重職に就いた経験がない、一介のファシスト党員に過ぎなかったが、彼の行った大胆な路線転換がMSIや後身の国民同盟の政治路線を決定付けた。ミケリーニはそれまでの路線を右派路線に大きく転換し、自由主義・キリスト教民主主義・資本主義など各右派イデオロギーの政党と政治同盟を結び、与党の政策に全面的に協力する事を決定した。1955年に旧敵国アメリカが指導するNATOへの加盟に賛同する運動を展開したのがその最たるものであった。
ミケリーニの死後の1969年、一旦は表舞台から退いていたアルミランテが書記長に復帰して右派路線に傾きすぎた方針の是正を進めた。1970年にファシスト党時代から続くマークを除外して直接的な関連性を強調する事を避けた。続いて1972年には党内右派の最右翼とも言うべき王党派グループを説得して「共和制の支持」を党として宣言、戦後イタリアへの合流をアピールした。バランスの取れた中道路線を示した事が功を奏し、同年の総選挙でMSIは結党以来の最大得票となる約300万票を得て躍進、両院合わせて82議席（全体議席の1割近くに相当する）を占める中堅政党となった。

### 党勢の衰え（1969–1987）

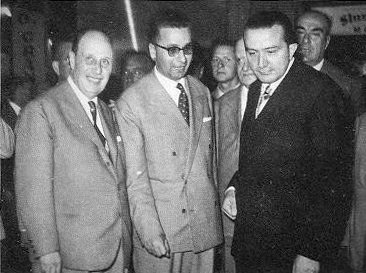
リーチオ・ジェッリ（中央）とジュリオ・アンドレオッティ首相（左）

だが、1970年代から1980年代の期間は同時に冷戦が最も加熱した時期であり、またイタリア共産党が勢力を強めたことから、これに対抗してネオ・ファシスト系の団体もまた盛んに非合法活動を繰り広げた時代でもあった。
成立経緯から距離を取っていたとはいえ、国内外のファシスト勢力を基盤とするMSIはしばしばそれらの事件との関与を指摘された。1980年には戦後イタリア最悪の爆破テロ事件とも言われるボローニャ駅爆破テロ事件が発生、ネオ・ファシスト系テロ組織NAR（en:Nuclei Armati Rivoluzionari）やSISMI（イタリア政府諜報機関）の高官が逮捕されたが、この事件にMSI幹部でかつ非合法組織の「ロッジP2」の代表を務めていたリーチオ・ジェッリが含まれていた事に世間に大きな批判が寄せられた。
このような事件やスキャンダルを受けて急速に党勢が衰えたことから、アルミランテは党の抜本的な改革が必要だと感じる様になった。1984年にはアルミランテがMSIと敵対してきた共産党の指導者エンリコ・ベルリンゲルの葬儀に参列したことは多くの人々を驚かせ、MSIの変化の兆しと見られていた。既に老齢になっていたアルミランテは党青年団「若き前進」の全国指導者を務めるなど、自らの政治的後継として目を掛けていたジャンフランコ・フィーニに白羽の矢を立てた。

### 若手指導者の改革（1987–1995）
かくして35歳という若さで書記長に抜擢されたジャンフランコ・フィーニは、期待通り強力なリーダーシップを発揮してMSIの穏健化に向けた改革を推し進めた。自らもムッソリーニを「最も偉大な先人」と評するなど熱心なファシストではあったが、世相に合わせてファシスト路線を弱める方向に党を動かした。党穏健化の一環として党名もイタリア社会運動・国民右翼からイタリア社会運動・国民同盟に変更された。党の若返りと穏健化は民衆から前向きに受け取られ1994年の総選挙では全体得票で13％代を獲得した。しかし古参党員の反対もあり、やはり極右政党という旧来のイメージからの完全な脱却は難しかった。
フィーニはMSIの更なる改革を目指し、旧MSI議員を中核とした上で複数の政党を取り込んで新党を結成する事を模索し始めた。国内の名の知られた（しかし極右勢力とは距離を取っていた）イタリア国内の著名な保守系議員や、イタリア共和党・イタリア自由党など旧来の右派政党と会談を繰り返して新党結成への調整へ奔走した。
1995年、フィーニの入念な根回しの末、各勢力はMSIを中心とする新政党への合流に同意して新党・国民同盟（Alleanza Nazionale）が結成された。党首に就任したフィーニは「国民右翼」をスローガンに、新たな右翼政党が民族主義を堅持しつつも人種主義・排外主義とは明確に対立すると宣言、自らのイスラエル訪問の際には「ファシスト・イタリアは全くの悪」と発言した。これはアレッサンドラ・ムッソリーニらMSI時代に強硬派に属した議員の離反を招いたが、多くのMSI系議員と国民は中道右派と極右の間を補完する勢力としての改革を歓迎した。
以降国民同盟は右翼連合の一角を占めるグループとして政権参加なども行うようになったが、独立政党としてのMSIには終止符が打たれた事になる。

## 歴代党首
- ジョルジョ・アルミランテ（初代書記長）
- アウグスト・デ・マルサニック（第2代書記長）
- アルトゥーロ・ミケリーニ（第3代書記長）
- ジョルジョ・アルミランテ（第4代書記長）
- ジャンフランコ・フィーニ（第5代書記長）
- ピーノ・ラウッチ（第6代書記長）
- ジャンフランコ・フィーニ（第7代書記長）